# César et Rosalie
César et Rosalie is een Franse film van Claude Sautet die uitgebracht werd in 1972.

## Samenvatting
Rosalie is een gelukkig gescheiden vrouw met dochter. Nu deelt ze haar leven met César, een wat oudere maar energieke en vlotte man die haar dolgraag ziet. Op een dag komt David weer opduiken in haar leven. David is een kunstenaar met wie Rosalie een relatie had voor haar huwelijk. Hij zoekt toenadering tot haar, wat de jaloezie van César opwekt. Rosalie voelt zich verward, ze kan en wil ook niet kiezen tussen César en haar jeugdliefde. Ze gaan geleidelijk aan een ménage à trois vormen. Beide mannen begeren Rosalie. Er ontstaat zelfs een prille vriendschap tussen hen en ze gaan samen de zee op om te vissen. Als ze terugkomen vertelt het kindermeisje dat moeder en dochter zijn vertrokken. De film eindigt een jaar later als Rosalie langzaam weer in beeld komt lopen en haar twee mannen samen ziet eten en plannen maken over een gezamenlijke vistocht in Schotland.

## Rolverdeling
| Acteur             | Personage                |
| ------------------ | ------------------------ |
| Yves Montand       | César                    |
| Romy Schneider     | Rosalie                  |
| Sami Frey          | David                    |
| Umberto Orsini     | Antoine                  |
| Eva Maria Meinecke | Lucie                    |
| Bernard Le Coq     | Michel                   |
| Gisela Hahn        | Carla                    |
| Isabelle Huppert   | Marité                   |
| Henri-Jacques Huet | Marcel                   |
| Pippo Merisi       | Albert                   |
| Carlo Nell         | Jérôme                   |
| Hervé Sand         | Georges                  |
| Michel Piccoli     | de stem van de verteller |
| Betty Beckers      | Madeleine                |
| Jacques Dhery      | Henri                    |
| Carole Lixon       | Louise                   |
| Dimitri Petricenko | Simon                    |
| Céline Galland     | Catherine                |
| Marcel Gassouk     | Emile                    |
| Martin Lartigue    | Lorca                    |
| Muriel Deloumeaux  | Coline                   |

## Productie
De film  werd deels opgenomen op het Franse eiland Noirmoutier, op het plage de Mardi-Gras.